# Los Reyes, Guerrero
Los Reyes är en ort i Mexiko.   Den ligger i kommunen Zihuatanejo de Azueta och delstaten Guerrero, i den södra delen av landet, 300 km sydväst om huvudstaden Mexico City. Los Reyes ligger 22 meter över havet och antalet invånare är 990.
Terrängen runt Los Reyes är kuperad norrut, men söderut är den platt. Havet är nära Los Reyes åt sydväst. Runt Los Reyes är det ganska tätbefolkat, med 54 invånare per kvadratkilometer. Närmaste större samhälle är Zihuatanejo, 6,5 km väster om Los Reyes. 